# Partido Agrário Nacional
Partido Agrário Nacional (PAN) foi um partido político brasileiro fundado em 1945, fundado pelo fazendeiro Mário Rolim Teles.
Nas eleições gerais de 1945, não conseguiu eleger nenhum representante para a Câmara Federal. Já na eleição presidencial, apresentou a candidatura de Mário Rolim Teles, que teve votação irrisória, vencendo apenas no Território Federal do Rio Branco (atual estado de Roraima).
Logo depois das eleições, em 1947, o PAN fundiu-se com o Partido Popular Sindicalista e o Partido Republicano Progressista, de Ademar de Barros, em 1947, para formar o novo Partido Social Progressista, que foi o quarto maior partido do país entre 1947 e 1965, quando foi extinto.
Apesar da sigla homônima, não possui nenhuma relação com o Partido dos Aposentados da Nação (PAN), que foi criado em 1995 e incorporado ao PTB em 2006 após a adoção da cláusula de barreira.